# Panagiotis Fasoulas
Panagiotis Fasoulas (griechisch Παναγιώτης Φασούλας, * 12. Mai 1963 in Thessaloniki) ist ein ehemaliger griechischer Basketballspieler und früherer Bürgermeister von Piräus.
Fasoulas galt in den 1980er und 1990er Jahren als einer der besten Spieler Europas. Mit seiner Größe von 2,13 Metern spielte er auf der Position Center. Er gilt neben dem Kroaten Stojko Vranković als bester Shot-Blocker aller Zeiten außerhalb der NBA. Aus diesem Grund erhielt er den Spitznamen „η αράχνη“  – „die Spinne“. Er ist der Vater der griechischen Basketballspielerin Mariella Fasoula.

## Spielerkarriere

### Verein
Seine Karriere begann Fasoulas bei PAOK Thessaloniki. Bereits im Alter von 18 Jahren absolvierte er sein erstes Länderspiel (am 27. Oktober 1981) für die griechische Nationalmannschaft. Im Jahr 1986 wurde er vom NBA-Team Portland Trail Blazers gedraftet, nachdem er für die North Carolina State Universität in der NCAA spielte. Fasoulas entschied sich jedoch, seine Karriere in Europa bei PAOK Thessaloniki weiter zu führen. Mit PAOK gewann er 1984 den griechischen Pokal und 1992 die griechische Meisterschaft.
Im Jahr 1991 führte er PAOK mit dem Gewinn des Europapokals der Pokalsieger zum ersten internationalen Titelgewinn. 1993 erreichte er mit PAOK Thessaloniki das Final-Four-Turnier der Europaliga und belegte dort den 3. Platz. Im gleichen Jahr wechselte Fasoulas zu Olympiakos Piräus. Dies wurde von den PAOK Thessaloniki-Fans negativ aufgenommen. Zwischen 1993 und 1997 gewann Fasoulas mit Olympiakos vier weitere griechische Meisterschaften und errang zwei Pokalsiege. 1994 und 1995 erreichte er mit Olympiakos das Finale der Europaliga, musste sich dort aber gegen Badalona (1994) und Real Madrid (1995) geschlagen geben. Im Jahr 1997 gelang ihm schließlich der Gewinn der Europaliga. Im Finale besiegte Olympiakos die Mannschaft des FC Barcelona.

## Funktionärskarriere
Fasoulas kandidierte am 12. September 2021 für das Amt des Präsidenten des Griechischen Basketballverbandes, musste sich aber mit 180 zu 335 Stimmen Evagelos Liolios geschlagen geben.

### Nationalmannschaft
Mit der griechischen Nationalmannschaft absolvierte Fasoulas 244 Länderspiele. Er hat damit nach Giannakis die zweitmeisten Einsätze für die griechische Nationalmannschaft und ist mit 2.373 Punkten der dritterfolgreichster Korbschütze in der Geschichte Griechenlands. Sein letztes Länderspiel absolvierte er am 9. August 1998 bei der Weltmeisterschaft, als er mit Griechenland den 4. Platz belegte. Die gleiche Platzierung hatte Fasoulas mit dem Nationalteam bei der vorherigen Weltmeisterschaft 1994 in Kanada erreicht.
Er war Mitglied der Europameistermannschaft von 1987 die in einem der hochklassigsten Spiele der EM-Geschichte, im Finale den damaligen amtierenden Welt- und Europameister Sowjetunion sensationell bezwang. 1989 wurde er Vizeeuropameister bei der EM in Zagreb.

## Politische Laufbahn
Nach seiner Sportkarriere widmete sich Fasoulas der Politik. Er wurde Abgeordneter der PASOK im griechischen Parlament. Von 2006 bis 2010 war er Bürgermeister von Piräus.

## Erfolge
- Griechischer Meister: 1992, 1994, 1995, 1996, 1997
- Griechischer Pokalsieger: 1984, 1994, 1997
- Pokal der Pokalsieger: 1991
- Europapokal der Landesmeister: 1997
- Europameister: 1987
- Vize-Europameister: 1989